# Demsin
Demsin ist eine Ortschaft der Stadt Jerichow im Landkreis Jerichower Land in Sachsen-Anhalt, Deutschland.

## Geografie
Die Ortschaft Demsin besteht aus den Ortsteilen Großdemsin, Kleindemsin und Kleinwusterwitz, sowie den Wohnplätzen Binnenheide, Dreihäuser und Werdershof.

## Geschichte
Am 1. Januar 1911 wurden die Gutsbezirke Großdemsin I und II im Landkreis Jerichow II zum Gutsbezirk Großdemsin zusammengeschlossen. Einige Jahre später, am 30. September 1928, wurde dieser Gutsbezirk Großdemsin mit dem Gutsbezirk Werdershof und Teilen der Gutsbezirke Kleindemsin (ohne Exklave) und Rosenthal (nur Rosenthaler Forst) zu einer Landgemeinde Großdemsin zusammengeschlossen. Die Exklave des Gutsbezirks Kleindemsin in der Gemarkung Genthin wurde mit der Stadt Genthin zusammengeschlossen.
Am 20. Juli 1950 wurden die bis dahin eigenständigen Gemeinden Großdemsin, Kleinwusterwitz und Zabakuck zur neuen Gemeinde Demsin zusammengeschlossen.
Am 1. Januar 1957 wurde der Ortsteil Zabakuck wieder aus der Gemeinde Demsin ausgegliedert und entstand als politisch selbstständige Gemeinde neu.
Durch einen Gebietsänderungsvertrag hat der Gemeinderat von Demsin am 28. Mai 2009 beschlossen sich aufzulösen und mit 11 anderen Gemeinden sich zu einer neuen Einheitsgemeinde mit dem Namen Stadt Jerichow zu vereinigen. Dieser Vertrag wurde vom Landkreis als unterer Kommunalaufsichtsbehörde genehmigt und trat am 1. Januar 2010 in Kraft.
Im gleichen Atemzuge hörte auch die Verwaltungsgemeinschaft Elbe-Stremme-Fiener auf zu existieren, da sich alle ehemaligen Mitgliedsgemeinden zur neuen Einheitsgemeinde „Stadt Jerichow“ zusammenschlossen.

## Politik

### Bürgermeister
Letzter Bürgermeister von Demsin war Jürgen Staschull.

### Wappen
Das Wappen wurde am 19. Januar 2009 durch den Landkreis genehmigt.
Blasonierung: „In Gold zwischen grünen Flanken pfahlweise drei steigende schwarze Schwalben.“
Im Jahr 2008 gestaltete der Magdeburger Kommunalheraldiker Jörg Mantzsch im Auftrag des Gemeinderates ein Wappen, das die Orte auch nach der Eingemeindung symbolhaft vertreten soll. Dabei wurde berücksichtigt, dass Demsin aus den Ortsteilen Großdemsin, Kleindemsin und Kleinwusterwitz sowie den Wohnplätzen Binnenheide, Dreihäuser und Werdershof bestand. Die Wappensymbolik zeigt darum drei in gleicher Richtung fliegende Schwalben in Vertretung der drei Ortsteile, aus denen die Gemeinde hervorgegangen ist. Dieses Sinnbild kann auf den gemeinsamen Weg übertragen werden, den die Ortsteile zusammen gehen.
Historisches Wappenbild
Die ehemaligen Gemeinden Großdemsin und Kleinwusterwitz führten in ihren Gemeindesiegeln schon einmal wappenähnliche Siegelbilder. Diese wurden im Zeitraum nach dem Zweiten Weltkrieg bis zur Einführung der Bezirke und Kreise in der DDR (1945–1952) benutzt. Eine weitere Quelle ist das Kreisheimatmuseum in Genthin.

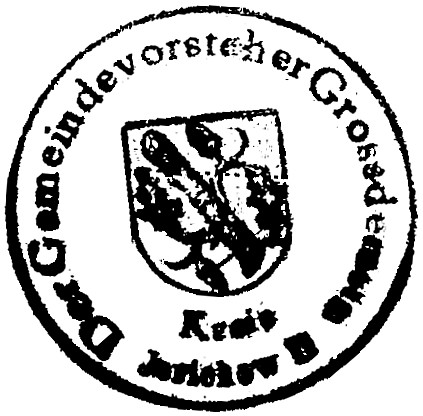
Altes Siegel der Gemeinde Großdemsin
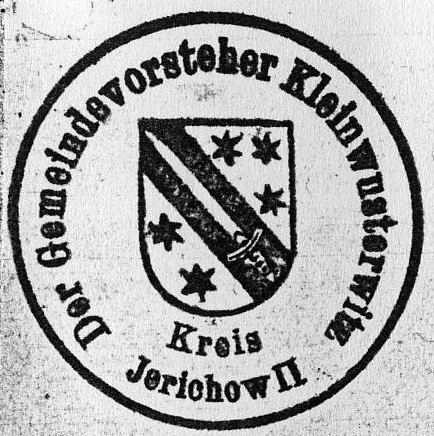
Altes Siegel der Gemeinde Kleinwusterwitz

## Bauwerke
1838 ist die evangelische Pfarrkirche in Kleinwusterwitz errichtet worden, deren Altarwand Teile eines gotischen Flügelaltars aus der ersten Hälfte des 16. Jahrhunderts aufweist.